# ダン・オブライエン
ダン・オブライエン（Daniel Dion ("Dan") O'Brien、1966年7月18日 - ）は、アメリカ合衆国オレゴン州ポートランド出身の元十種競技選手。1990年代最高の十種競技選手の内の1人と考えられている。1992年に8,891ポイントという当時の世界記録を作ったが、アメリカ国内のオリンピック予選で棒高跳を失敗したため、その年のオリンピックには出場できなかった。
彼はオレゴン州で、アイルランド系アメリカ人家族の養子として育てられ、アイダホ大学を卒業する。大学で十種競技に参加。アイダホ大学のコーチであるミハエル・ケラーの下でオリンピックと世界陸上選手権に備えて練習する彼の名前は、アイダホ大学外でも知られていく。
1991年、1993年及び1995年の世界陸上選手権十種競技で金メダルを獲得。さらに、1996年アトランタオリンピック十種競技でも金メダルを獲得する。
その4年前の1992年には、リーボックによるテレビコマーシャルキャンペーンにライバルだったデーブ・ジョンソンと共に起用される。コマーシャルの題名は「Dan and Dave」（ダンとデーブ）。1992年のオリンピックに向けてリーボックと十種競技選手への関心を集めるつもりだったが、オブライエンはオリンピック予選の棒高跳びで3回連続失敗してしまい、結局、オリンピックへの出場資格を得られなかった。予期せぬ失敗でオブライエンがオリンピックへ出場できなくなったため、リーボックは出場資格を得たデーブを応援する広告に変更した。
1990年代終盤にはイタリアの名門ブランド「ヴェルサーチ」の広告にも起用された。
山田芳裕の漫画作品デカスロンでは本人として登場している。

## 記録
- 屋外
- 十種競技 - 8891点（1992年）
- 100m - 10秒41（-1.6） （1991年）
- 400m - 46秒53（1991年）
- 1500m - 4分37秒50（1991年）
- 110mハードル - 13秒47（0.0） （1995年）
- 走高跳 - 2m13（1995年）
- 棒高跳 - 5m20（1991年、1993年、1995年）
- 走幅跳 - 7m99（+0.4） （1993年）
- 砲丸投 - 16m24（1991年）
- 円盤投 - 52m71（2002年）
- やり投 - 62m90（1995年）
- 室内
- 七種競技 - 6476点（1993年）